# نیکلای پادگورنی
نیکلای ویکتورویچ پادگورنی (روسی: Никола́й Ви́кторович Подго́рный؛ IPA: [nʲɪkɐˈlaj ˈvʲiktərəvʲɪtɕ pɐdˈgornɨj]) (زاده ۱۸ فوریه ۱۹۰۳ – درگذشته ۱۲ ژانویه ۱۹۸۳) سیاست‌مدار اهل اتحاد جماهیر سوسیالیستی شوروی بود که به عنوان صدر هیئت رئیسه شورای عالی شوروی از سال ۱۹۶۵ تا ۱۹۷۷ خدمت کرد. وی همچنین برندهٔ جوایزی همچون نشان لنین شده‌است.
پادگورنی در یک خانواده طبقه کارگر اوکراینی در شهر کارلیفکا متولد شد. وی از یک مدرسه کارگری در سال ۱۹۲۶ و از موسسه صنایع غذایی کیف در سال ۱۹۳۱ فارغ التحصیل شد. وی با تحقق اهداف صنعتی اقتصاد دستوری بوروکراتهای دفتر مرکزی در سلسله مراتب حزب ترقی کرد و در سال ۱۹۵۳ به دبیری دوم حزب کمونیست اوکراین و در فاصله سالهای ۱۹۵۷ تا ۱۹۶۳ به دبیر اولی کمیته مرکزی ارتقا یافت.
پادگورنی پس از استعفای آناستاس میکوئیان به ریاست صدر هیئت رئیسه شورای عالی شوروی رسید و پس از عزل نیکیتا خروشچف به همراه لئونید برژنف و آلکسی کاسیگین به اداره کشور پرداخت. وی پس از سقوط کاسیگین به دومین فرد کشور پس از برژنف تبدیل شد. پادگونی از مقام صدر هیئت رئیسه شورای عالی در سال ۱۹۷۷ و در پی ادغام سمتها تحت عنوان دبیر کل حزب توسط برژنف از کار برکنار و صندلی خود در پولیتبورو را نیز از دست داد. وی مجبور به کناره گیری از سیاست تا هنگام مرگش در سال ۱۹۸۳ شد.

## دیدار از ایران
نیکولای پادگورنی در پنجم فروردین ماه ۱۳۴۹ به مدت ۶ روز (۲۵ تا ۳۱ مارس ۱۹۷۰) از ایران دیدار کرد. این سفر در پاسخ به سفر سال ۱۳۴۷ شاه به اتحاد جماهیر شوروی انجام شد. وی در این مدت از اصفهان و کارخانه ذوب آهن آریامهر، که در آن زمان توسط شوروی در دست ساخت بود، نیز بازدید کرد.